# 「慰安婦の真実」国民運動
「慰安婦の真実」国民運動（いあんふのしんじつこくみんうんどう）とは日本に存在する民間の団体。

## 沿革
2013年7月29日、慰安婦問題の事態の展開を憂慮する関係者が集まり、この問題においての日本の名誉を守ろうとする個人、諸団体の連絡組織として結成された。
2014年1月25日、籾井勝人がNHK会長就任記者会見において、慰安婦はどこの国でもあっただとか、今のモラルでは悪だが当時の現実であっただとか、慰安婦問題は日韓基本条約で解決済みなどと発言したことについて、「慰安婦の真実」国民運動は籾井のこれらの発言を支持し、籾井の発言は間違っておらず責任を追及される筋合いはないなどと述べた公開書簡をNHK経営委員に提出。2015年に中国がユネスコ記憶遺産に慰安婦の資料を登録しようと活動した際には、日本政府による登録阻止行動を求める声明を外務省と内閣府に提出。中国が申請したのは慰安婦は旧日本軍の性奴隷であったというものであり、捏造が確認された写真や証言であったとのこと。2016年、外務省に国連女子差別撤廃委員会の林陽子委員長即時解任を求める署名を提出。2018年、慰安婦の真実の中で国連活動を発展的に進行させるために国際歴史論戦研究所を設立した。
2018年には団体幹事、及び加盟団体である論破プロジェクト代表の藤井実彦が台湾の台南市に建てられた慰安婦像に蹴りを入れる様子が動画に映っていたため問題となった。この蹴り入れ問題に対し同団体は台湾社会へ謝罪、藤井の幹事辞任を2018年9月12日付けで受け入れた。
2023年9月、日本とアメリカ、両方の「歴史の真実を求める世界連合会」が脱退した。

## 幸福の科学とのつながり
この団体に対して幸福の科学及び政治団体部門である幸福実現党とは一切関係がないと幸福の科学グループ広報局は証言しているが、幸福実現党は過去に加盟団体の論破プロジェクトを後援していたと幸福実現党総務会長の公式サイトで書かれており、幸福の科学系月刊誌「ザ・リバティweb」でも「幸福実現党と保守団体の活躍」として取り上げている。

## 加盟団体
| - アジア自由民主連帯協議会 - 新しい歴史教科書をつくる会 - 生き証人プロジェクト - 英霊の名誉を守り顕彰する会 - 史実を世界に発信する会 - そよ風 - 正しい歴史を伝える会 - 調布『史』の会 | - テキサス親父日本事務局 - なでしこアクション - 日本時事評論 - 捏造慰安婦問題を糺す日本有志の会 - 捏造日本軍「慰安婦」問題の解決をめざす北海道の会 - 不当な日本批判を正す学者の会 - 誇りある日本の会 - 論破プロジェクト 2017年9月27日現在 |